# 山中詩乃
山中 詩乃（やまなか しの、1990年8月3日 - ）は、日本の女子近代五種競技選手。高知県高知市出身。2012年ロンドンオリンピック日本代表。2021年現在、近代五種シニアナショナルチームのメンバー。自衛隊体育学校所属の自衛官。

## 経歴
高知市立城北中学校・高知県立山田高等学校卒業。学生時代は陸上部に所属した。卒業後の2009年に自衛隊に入隊したが、当時の自衛隊の陸上部が女人禁制の組織であることを入隊後に知った。陸上競技を続ける道を絶たれたが、同年、国内の競技人口「男子20人、女子5人」と代表監督に言わしめる近代五種競技に転向した。近代五種は射撃・フェンシング・水泳・馬術・ランニングを競うもので、陸上競技一筋だった山中は当然ながらフェンシングや乗馬の経験は一度もなかった。初めての国際試合出場までの国内3試合では、「危ない」という理由で馬に乗せてもらうことすらできなかった。
2011年5月、2012年ロンドンオリンピックの出場権をかけたアジア・オセアニア選手権に出場し、五輪出場権を獲得した。このとき競技歴1年7カ月で国際大会は3試合目、馬に乗ったのもこの大会が初めてだった。2012年8月のロンドンオリンピックでは30位となった。同年の近代五種全日本選手権大会で初優勝した。
2017年は、近代五種世界選手権女子リレー競技に自衛隊体育学校の同僚の島津玲奈と出場して銅メダルを獲得し、同選手権では日本人初のメダル獲得を果たした。同年の全日本選手権では2度目の優勝を果たした。
2018年ワールドカップファイナルでは、日本人選手として初入賞となる6位に入った。
2019年の世界選手権は1225点で30位。
2021年の世界選手権は6月10日の予選でAグループ24位となり、決勝進出はできなかった。6月22日に日本近代五種協会が発表した、同年8月開催の東京オリンピック女子代表の最後の1人には島津玲奈が選ばれたため、山中の出場はならなかった。11月の全日本選手権では太田捺に次ぐ2位。